# Brown Bird
Brown Bird byla americká neofolková skupina pocházející z Rhode Islandu, založena Davidem Lambem (kytara, banjo, zpěv) jako sólový projekt v roce 2003. Později se k Lambovi přidala jeho manželka MorganEve Swainová (housle, kontrabas, violoncello, zpěv) jako stálý člen skupiny. Mezi nestálé členy skupiny patřili Jerusha Robinson, Jeremy Robinson a Mike Samos. Skupina se rozpadla roku 2014 z důvodu smrti Davida Lamba, který zemřel na leukémii.

## Dílo

### Alba
- The devil dancing (2009)[1]
- Salt for salt (2011)[1]
- Fits of reason (2013)[1]
- Axis mundi (2015)[1]